# El Recreo (almacén)

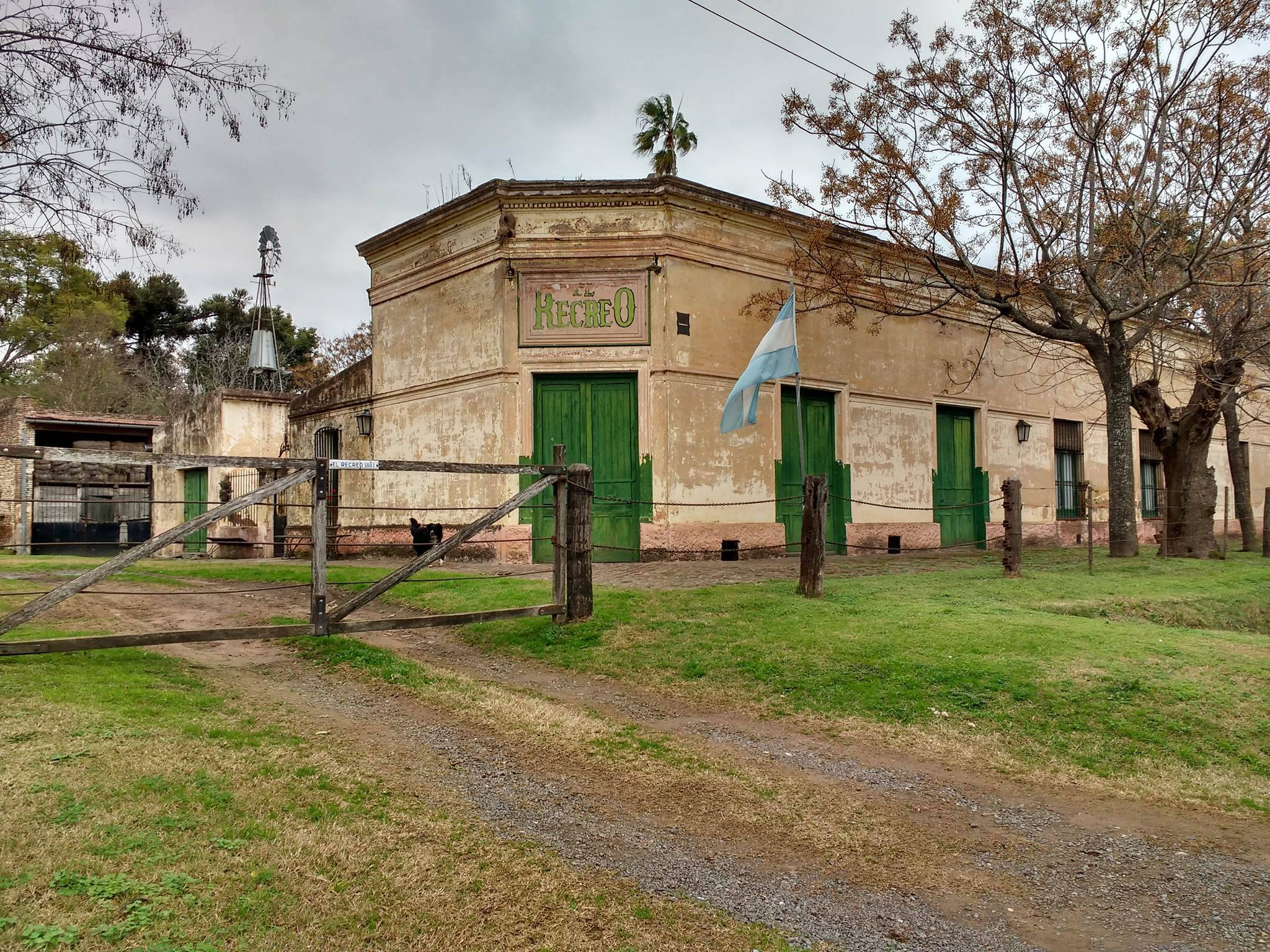
"El Recreo".

"El Recreo” es un típico almacén de campo de la ciudad de Chivilcoy, provincia de Buenos Aires, ubicado en Avenida de la Tradición N.º 75 y Ruta provincial 30. Fue construido en el año 1881.
Su dueño, Carlos Antonio Cura, conocido como "Pampa Cura" nació el 11 de marzo de 1930 y es reconocido como el máximo referente del tradicionalismo en la ciudad. A él se recurre ante la pesquisa de algún dato vinculado a costumbres y usanzas de los paisanos de la zona. La Municipalidad de Chivilcoy lo distingue en 1998 como Ciudadano Ilustre.

## Historia
Carlos Rossi, proveniente de Génova (Italia), junto con su esposa María Duhagón, de origen uruguayo construyen el almacén y despacho de bebidas “El Recreo” a partir de la donación de una hectárea de tierra realizada por el señor Vasallo, un vecino de Chivilcoy también de origen italiano, en 1881.

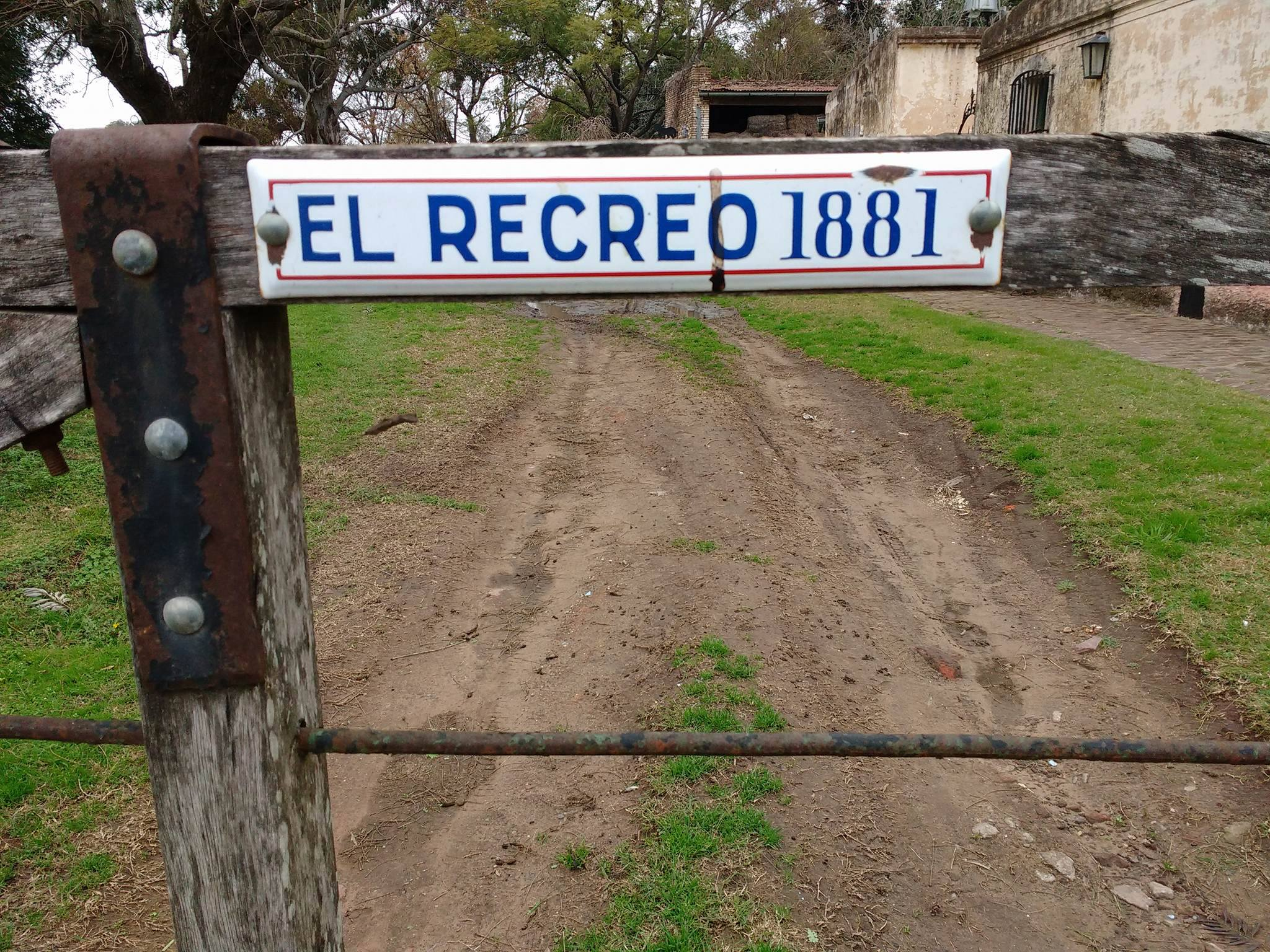
Portada de "El Recreo"

Desde su creación este almacén, en su momento pulpería, fue lugar de encuentro para los entonces vecinos del lugar. Se ubicaba en una zona de remates y era parada obligatoria para todo aquel que viajaba hacia el Oeste de la provincia de Buenos Aires, oficiando también de albergue. Además allí funcionó uno de los primeros teléfonos del área rural bonaerense y por eso los domingos se sumaban a los habituales clientes y parroquianos, gente del pueblo y de estancias vecinas que tenían a quien llamar y los comerciantes aprovechaban esos días para ofrecer sus mercancías.
Por allí circularon personalidades de la política y artistas argentinos que se reunían a pasar noches de guitarreadas y a jugar al truco, tiro al blanco, juego del sapo, entre otros juegos de la época, entre quienes se destaca el Doctor Honorio Pueyrredón quien paraba en “El Recreo” en sus viajes a su estancia en Los Toldos. Pero también, el famoso Circo de los Hermanos Podestá visitó “El Recreo” cuando interpretó en Chivilcoy su versión de Juan Moreira en abril de 1886.

## Arquitectura
Se encuentra muy bien conservado, resultando un fiel exponente de este tipo de almacenes de época.

## Actualidad

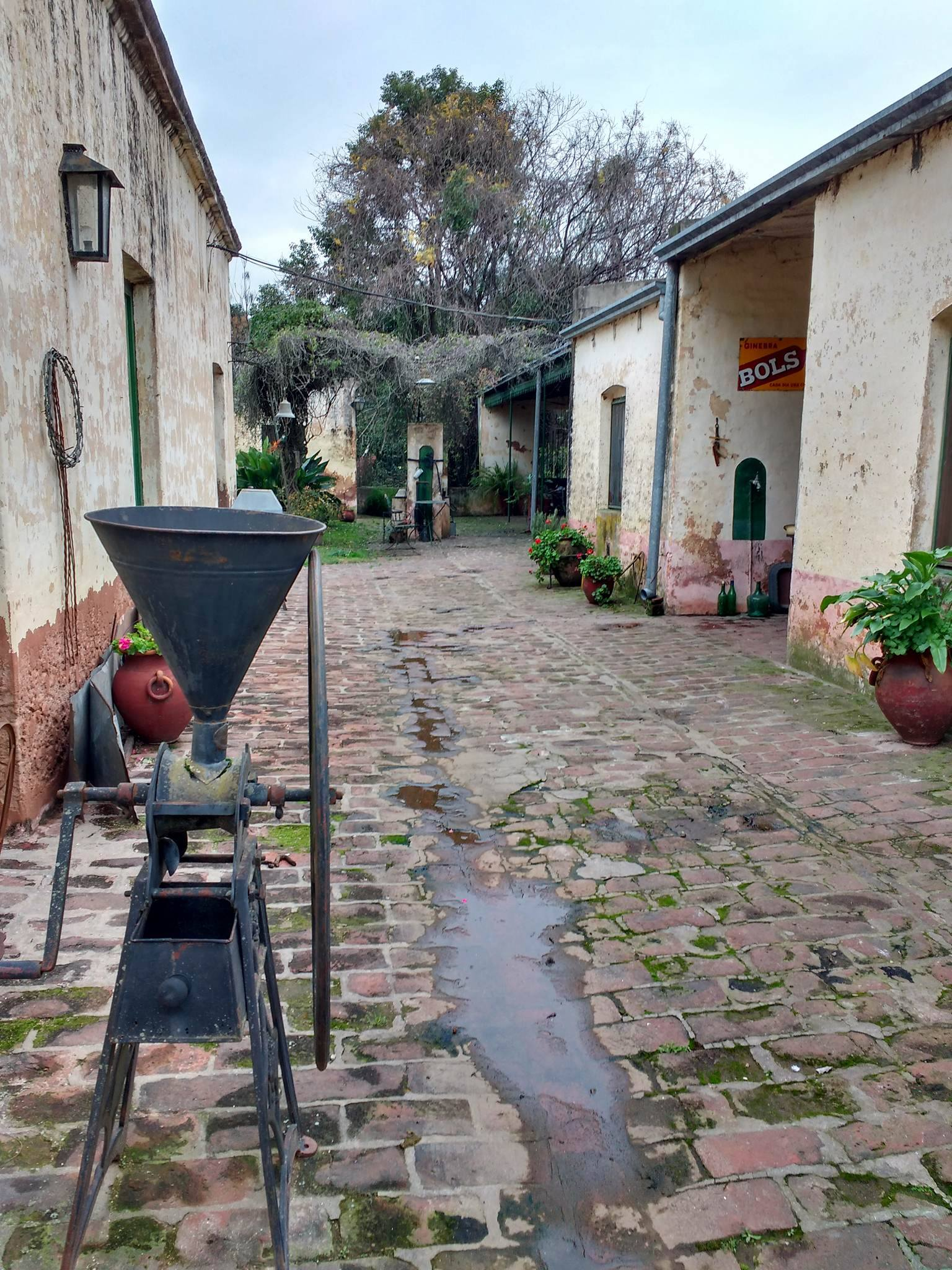
Patio trasero de El Recreo

El Almacén El Recreo forma parte de uno de los lugares tradicionalistas e históricos de la ciudad junto al "Centro Tradicionalista El Fogón”, "Almacén El Palomar”, la "Panadería Butteri” y "La Filomena Turismo Rural” para los cuales se ha creado el Camino de la Tradición, una propuesta para visitantes que incluye un recorrido por esos lugares con el objetivo de fomentar el turismo en la ciudad. Pampa Cura suele guiar a los turistas en un tour muy enriquecedor donde cuenta el origen de ese viejo almacén y sus detalles sobre cómo en antaño se vendían mercaderías que aún se pueden apreciar ya que se encuentran en exhibición.
La propuesta forma parte de un proyecto superador que deberá integrar a todos los actores que quieran sumarse a la iniciativa, entidades y otros lugares de la ciudad o localidades rurales donde se puedan generar proyectos similares para hacer creer la oferta turística de Chivilcoy. El proyecto forma parte de un trabajo que se viene realizando desde el año pasado (año 2016) en el cual el Centro Comercial Industrial y Servicios de Chivilcoy.
Los visitantes podrán disfrutar de los lugares, realizar diversas actividades sociales, culturales y recreativas, alojarse y conocer lo que nuestra comunidad tiene para ofrecer al visitante.